# Gadancourt
Gadancourt ist eine ehemalige französische Gemeinde mit 84 Einwohnern (Stand: 1. Januar 2014) im Département Val-d’Oise in der Region Île-de-France; sie gehörte zum Arrondissement Pontoise und zum Kanton Vauréal. Das Gebiet ist Teil des Regionalen Naturparks Vexin français. Die Einwohner werden Gadancourtois genannt.

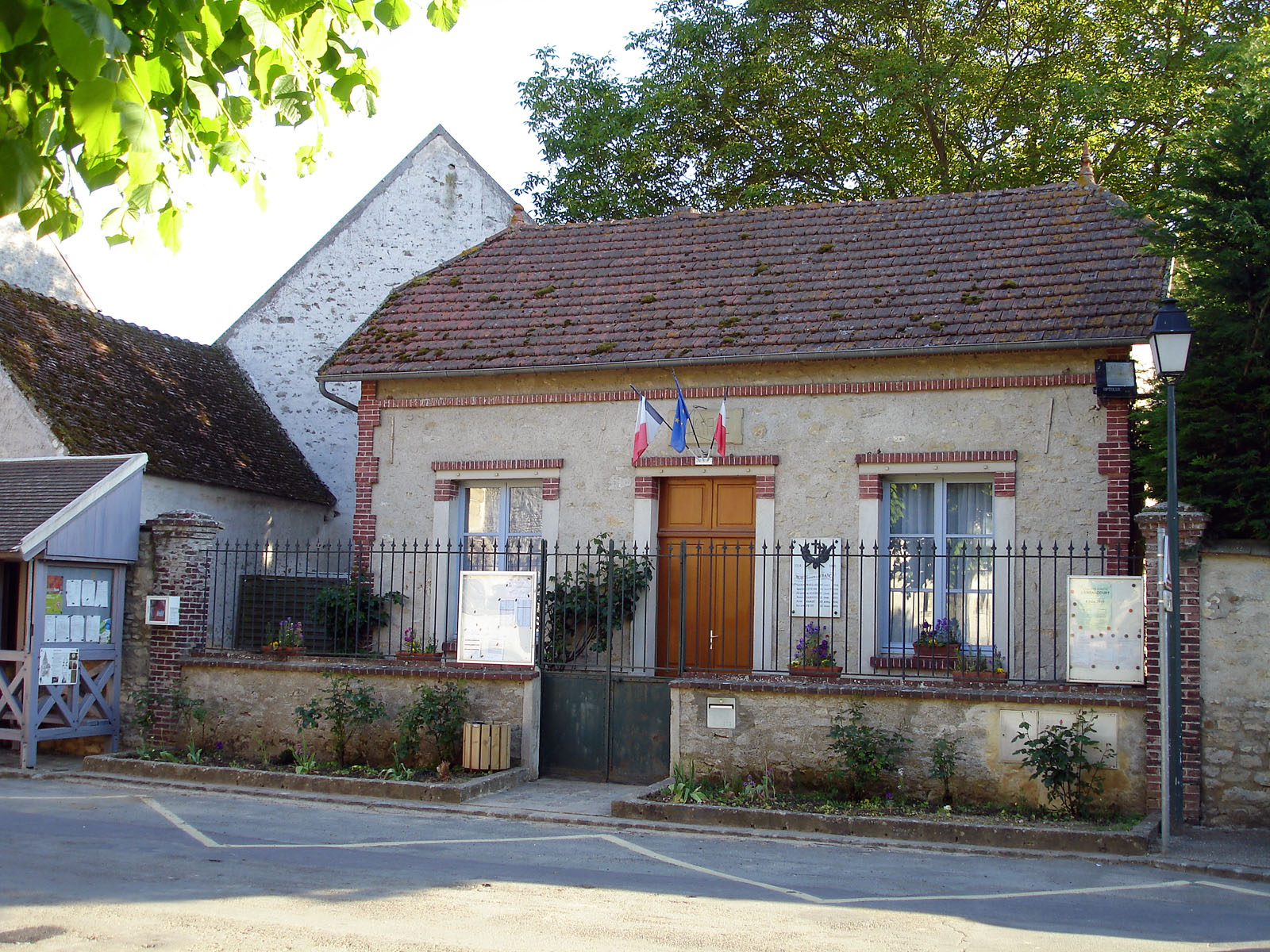
Rathaus (Mairie) von Gadancourt

Zum 1. Januar 2018 trat Gadancourt der Gemeinde Avernes bei.

## Bevölkerungsentwicklung
- 1962: 93
- 1968: 84
- 1975: 53
- 1982: 46
- 1990: 61
- 1999: 76

## Sehenswürdigkeiten
- Château de Gadancourt, 15. Jahrhundert, im 18. Jahrhundert wiederaufgebaut, Monument historique; der Bauherr David de Hazeville, Seigneur de Gadancourt, ließ Ende des 16. Jahrhunderts die beiden Pavillons des Schlosses bauen; 1768 wurde der Hauptteil von François-Jean Roger neu gebaut. Im (alten) Schloss schrieb Jean Calvin sein Buch L'Institution de la Religion Chrétienne
- Schlosspark, ebenfalls Monument historique
- Priorat auf dem Schlossgelände, 13. Jahrhundert
- Kirche Saint-Martin mit einem Glockenturm und einer Apsis aus dem 12. Jahrhundert, und einem Taufbecken aus dem 13. Jahrhundert (Monument historique)
- Kreuz auf dem alten Friedhof (15. Jahrhundert), ebenfalls Monument historique

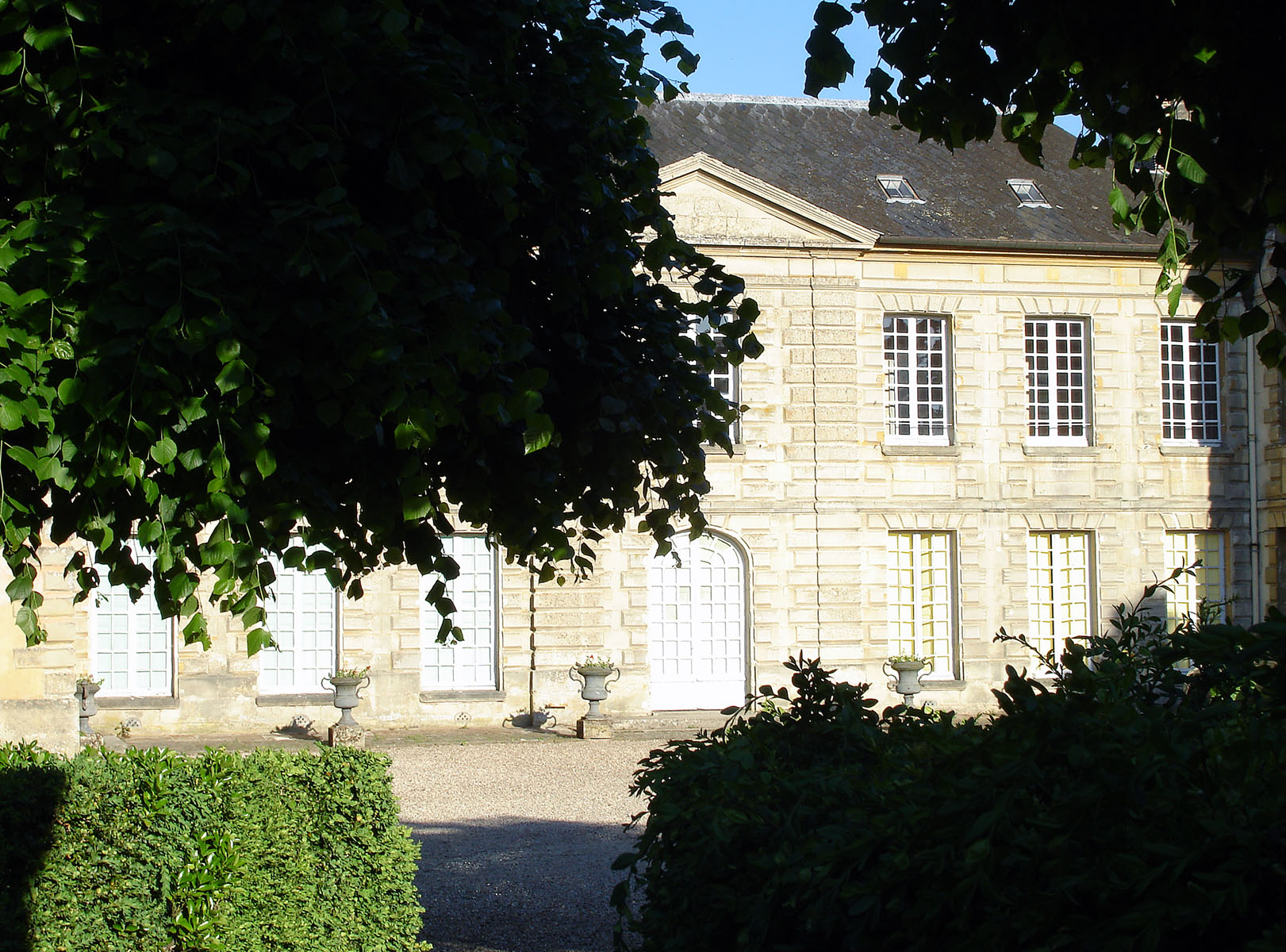
Schloss Gadancourt